# اندیس مرمریت کره‌ای (رامین احمدی)
مرمریت کره ای(رامین احمدی) یک اندیس مصالح ساختمانی است که در  استان فارس قرار دارد و مادهٔ معدنی موجود در آن، مرمریت است.  